# Myszołowczyk
Myszołowczyk, myszołów krzykliwy (Rupornis magnirostris) – gatunek średniej wielkości ptaka z rodziny jastrzębiowatych (Accipitridae), zamieszkujący Meksyk, Amerykę Centralną i Południową. Jest to zwykle najpospolitszy i najbardziej rzucający się w oczy ptak drapieżny w swoim rozległym zasięgu występowania.

## Systematyka
Takson wyodrębniony ostatnio z Buteo. Obecnie wyróżnia się 12 podgatunków R. magnirostris:
- R. magnirostris griseocauda (Ridgway, 1874) – Meksyk do zachodniej Panamy.
- R. magnirostris conspectus J. L. Peters, 1913 – południowo-wschodni Meksyk i północne Belize.
- R. magnirostris gracilis Ridgway, 1885 – wyspy Cozumel i Holbox (Meksyk).
- R. magnirostris sinushonduri (J. Bond, 1936) – wyspy Guanaja i Roatán (Honduras).
- R. magnirostris petulans van Rossem, 1935 – południowo-zachodnia Kostaryka, południowo-zachodnia Panama.
- R. magnirostris alius J. L. Peters & Griscom, 1929 – Wyspy Perłowe (Panama).
- R. magnirostris magnirostris (J. F. Gmelin, 1788) – Kolumbia po region Gujana i północne Peru oraz brazylijska Amazonia na południe od Amazonki i na wschód od rzeki Madeira.
- R. magnirostris occiduus Bangs, 1911 – zachodnia Brazylia, wschodnie Peru i północna Boliwia.
- R. magnirostris saturatus (P. L. Sclater & Salvin, 1876) – Boliwia i południowo-zachodnia Brazylia do zachodniej Argentyny.
- R. magnirostris nattereri (P. L. Sclater & Salvin, 1869) – północno-wschodnia Brazylia.
- R. magnirostris magniplumis (A. W. Bertoni, 1901) – południowa Brazylia i północno-wschodnia Argentyna.
- R. magnirostris pucherani (J. Verreaux & E. Verreaux, 1855) – Urugwaj i wschodnia Argentyna.

## Morfologia
Długość ciała 33–38 cm. Żółta woskówka i tęczówki. Głowa, wierzch ciała i pierś szare. Reszta spodu brązowo-biało pręgowana. W locie nasady lotek I rzędu rdzawe, kontrastują z szarym wierzchem skrzydeł. Młode z wierzchu brązowe, od spodu płowe, skąpo kreskowane na piersi. Skrzydła dość krótkie.

## Zasięg i środowisko
Ameryka Północna i Południowa – od Meksyku do środkowej Argentyny. Szeroko rozprzestrzeniony na obrzeżach lasów i terenach otwartych, od nizin po płaskowyże.

## Zachowanie
Tryb życiaCzatuje na gałęziach lub słupach. Lata ospale, przeplatając szybowanie lotem aktywnym.
PożywienieŻywi się głównie dużymi owadami, ale zjada też małe ptaki (w tym pisklęta), małe ssaki (w tym nietoperze), węże, jaszczurki i skorpiony.
RozródGniazdo to niewielka, zwarta platforma z patyków, wyłożona cienkimi kawałkami kory i liśćmi, często umieszczona na średniej wysokości w rozwidleniu drzewa rosnącego na skraju lasu lub w lesie wtórnym. W zniesieniu 1–3 jaja. Inkubacja trwa około 35–37 dni.

## Status
Międzynarodowa Unia Ochrony Przyrody (IUCN) uznaje myszołowczyka za gatunek najmniejszej troski (LC – least concern) nieprzerwanie od 1988 roku. W 2008 roku szacowano, że całkowita liczebność populacji zawiera się w przedziale 0,5–5,0 milionów osobników. Trend liczebności populacji uznaje się za wzrostowy.